# Шерпа
Шерпа (на тибетски: ཤར་པ།: източен народ) е етническа група, населяваща предимно високопланинския район на Непал в Хималаите.

## История
Шерпите мигрират от Източен Тибет към Непал през последните 300 – 400 години. Те се заселват в областта Кхумбу (около връх Еверест) и се занимават със скотовъдство (отглеждане на якове), земеделие (картофи, овес) и търговия. От там се разселват по Хималаите (по границата с Китай) – на северозапад в Непал и на югоизток в Непал, щата Сиким (Индия) и Бутан. Малки общности живеят в Тибет (край вр. Еверест), северната част на Западен Бенгал и по другите щати на Североизточна Индия. 
В последните десетилетия числеността на народа шерпа се увеличава, като от около 25 хиляди души през 1975 г. нараства до около 155 хил. д. през 2001 г.
Развитието на високопланинския туризъм и алпинизма след 1959 г. променя много начина им на живот. Днес много шерпи биват наемани като водачи или носачи от експедициите в Хималаите.

## Известни личности
Всички известни представители на народа шерпа са свързани с алпинизма. Сред най-известните от тях са:
- Тенсинг Норгей – заедно с Едмънд Хилари са първите хора, изкачили Еверест;
- Апа Шерпа – професионален алпинист, изкачил връх Еверест 21 пъти (рекорд);
- Пемба Джордже – специалист по скоростно катерене, с рекорд за най-кратко изкачване на връх Еверест (8 часа и 10 минути);
- Бабу Чири – алпинист, изкачил Еверест 10 пъти, който при такова изкачване престоява на върха 21 часа без кислороден апарат;
- Пемба Дома – първата непалка, изкачила Еверест по северната стена, шестата жена, изкачила върха 2 пъти, водачка на Непалската женска експедиция през 2002 г.
- Пасанг Дава Лама – участвал в първото изкачване на Чо Ою.